# Іван Лієтава
Іван Лієтава (словац. Ivan Lietava, нар. 20 липня 1983, Братислава) — словацький футболіст, нападник клубу «Спартак» (Трнава).
Насамперед відомий виступами за «Жиліну».

## Ігрова кар'єра
У дорослому футболі дебютував 2003 року виступами за «Спартак» (Трнава), в якому провів один сезон, взявши участь у 11 матчах чемпіонату.
Згодом грав у складі «Тренчина» та «Дукли».
Своєю грою за останню команду привернув увагу представників тренерського штабу «Жиліни», до складу якої приєднався в липні 2007 року. Відіграв за команду з Жиліни наступні три сезони своєї ігрової кар'єри. Більшість часу, проведеного у складі «Жиліни», був основним гравцем атакувальної ланки команди і одним з головних бомбардирів команди, маючи середню результативність на рівні 0,39 голу за гру першості. Крім того у сезоні 2008-09 років виступав на правах оренди за турецький «Денізліспор».
З 2010 року захищав кольори турецького «Коньяспора», словацької «Жиліни» та чеської «Дукли» (Прага), проте в жодній з команд надовго не затримався.
До складу клубу «Ворскла» приєднався в липні 2012 року, за яку до кінця року встиг відіграти 8 матчів в національному чемпіонаті і забити один гол, після чого покинув полтавський клуб.
2013 року підписав контракт з рідним «Спартаком» (Трнава).

## Титули і досягнення
- Чемпіон Словаччини (1):

«Жиліна»: 2009-10
- Володар Суперкубка Словаччини (1):

«Жиліна»: 2010